# Aptasvaara
Aptasvaara är ett lågfjäll i Kiruna kommun med tre toppar: Alanen, Keskinen och Ylinen Aptasvaara, varav den sistnämnda är den högsta med en höjd på 615 meter över havet. Ylinen Aptasvaara är också den enda av topparna som når över trädgränsen. Fjället ligger öster om Kiruna flygplats.